# کارل اشترنبرگ
کارل اِشترن‌برگ (انگلیسی: Carl Sternberg؛ ‏ ۲۰ نوامبر ۱۸۷۲ – ۱۵ اوت ۱۹۳۵) پاتولوژیست و دانشمند اهل اتریش بود.
او در سال ۱۸۹۶ از «دانشکدهٔ پزشکی وین» فارغ‌التحصیل شد و از همان دوران دانشجویی در «بیمارستان عمومی وین» به‌عنوان پژوهش‌گر مشغول به‌کار بود.
اشترنبرگ در سال ۱۸۹۸، علائم بالینی لنفوم هاجکین را توصیف کرد.
وی در سال ۱۹۰۶ به شهر «برنو» نقلِ مکان کرد و در خلال جنگ جهانی اول به‌عنوان پزشک، در خدمت نیروهای رزمنده بود و در همان زمان به یکی از پُرافتخارترین پزشکان ارتش اتریش-مجارستان مبدل شد.
یکی دیگر از دلایل شهرت او، کشف و توصیف سلول‌های رید-اشترنبرگ است.